# Gonolobus albomarginatus
Gonolobus albomarginatus là một loài thực vật có hoa trong họ La bố ma. Loài này được (Pittier) Woodson mô tả khoa học đầu tiên năm 1941.